# Victor Fotso
Pour les articles homonymes, voir Fotso.
Victor Fotso est un homme d'affaires et industriel camerounais né le 26 juin 1926 à Bandjoun dans la Région de l'Ouest au Cameroun et mort le 19 mars 2020 à Neuilly-sur-Seine.
Il est le fondateur de la Fondation Fotso Victor qui effectue diverses œuvres caritatives au Cameroun et dans d'autres pays de la sous-région d'Afrique Centrale, surtout dans le domaine de l'éducation.

## Biographie
Victor Fotso est le premier né d'une famille dont le père, polygame avait 17 enfants. De sa mère Thérèse Maptué, il est le premier enfant sur 5. Elle restera un personnage central dans sa vie.

### Enfance et débuts
Victor Fotso quitte très tôt l'école à l'âge de 15 ans pour travailler dans des plantations. Il travaillera notamment dans les plantations de Foumbot et de Bafang.

### Carrière
Autodidacte, il commence dans le commerce général comme distributeur à Mbalmayo. Pierre Castel, en tournée au Cameroun, le rencontre et lui remet un stock de vin en dame-jeanne pour distribuer. Il restera à écouler la marchandise. Ce qui scellera le début d'une relation de fournisseur - distributeur des produits de la BGI entre les deux hommes.

#### Homme d'affaires et industriel
De 1955 à 1960, il est actif dans le transport en commun. En parallèle, en 1956, il construit un centre commercial au centre de Mbalmayo.
En 1970, il crée la Société Africaine de Fabrication de Cahiers (SAFCA). En 1974, Victor fonde la PILCAM, une fabrique de piles. Il fonde ensuite à Paris en 1983 avec le Français Jacques Lacombe la Compagnie Internationale de Service (CIS). Le groupe Fotso Victor comptera les sociétés : FERMENCAM, FABASSEM, FISHCO, GFA, PHYTOCAM, PILCAM, SAFCA, PROLEG, UNALOR et SOPICAM et enfin la banque CBC, créée en 1997.

#### Homme politique et philanthrope
Il est maire de la commune rurale de Bandjoun de janvier 1996 - après le chef des Bandjoun Ngnié Kamga - jusqu'à son décès en mars 2020. Il est réélu maire en février 2020. Victor a construit sur fonds propres l’hôtel de ville de Bandjoun et l'église de la ville. Le financement de ces projets est querellé par l'architecte d'intérieur Guy Bertrand Temba,,,.
Aux élections législatives de mai 1997, son soutien à sa fille, Florence Fotso, dans le Koung-Khi échoue face au candidat du SDF. Il est le fondateur de l'IUT de Bandjoun, offrant ainsi au gouvernement camerounais l'un de ses premiers Instituts Universitaires Technologiques.
Il est militant du RDPC et membre titulaire de son Comité Central depuis juin 1990. Il fait partie de l'association des personnalités bamiléké qui soutiennent le Président Paul Biya au sein du Cercle de Réflexion et d’Action pour le Triomphe de la Politique du Renouveau (CRATRE).

### Famille
Victor Fotso est polygame, époux de 25 femmes.
Il est père d'environ 120 enfants dont Yves Michel Fotso, John Fotso. Un testament litigieux choisit Damien Fotso Ngappe comme successeur traditionnel, et Laure Njitap comme Administrateur de la succession, avant d'être reconnu comme faux. Nicky Love Maptué Fotso le remplace à la mairie de Bandjoun.

### Mort
Victor Fotso décède le 19 mars 2020 et laisse un testament de gestion collégiale de ses biens. Il a été enterré avec son smartphone.

## Ouvrages
En 1994, Victor Fotso écrit en collaboration avec Jean-Pierre Guyomard une œuvre autobiographique intitulée Le Chemin de Hiala. Le livre, publié aux éditions de Septembre, est le récit de son parcours : de son enfance à Bandjoun (à l'époque, petit village situé dans l'ouest du Cameroun) jusqu'à son succès en tant qu'homme d'affaires. L'ouvrage fournit également une description du contexte politique, économique et culturel du Cameroun de la fin des années 1920 au début des années 1990 tel que perçu par l'auteur.